# Alecrim (kommun i Brasilien)
Alecrim är en kommun i Brasilien.   Den ligger i delstaten Rio Grande do Sul, i den södra delen av landet, 1 500 km sydväst om huvudstaden Brasília. Antalet invånare är 7 045.
Trakten runt Alecrim består till största delen av jordbruksmark. Runt Alecrim är det ganska glesbefolkat, med 32 invånare per kvadratkilometer.